# Kinnie

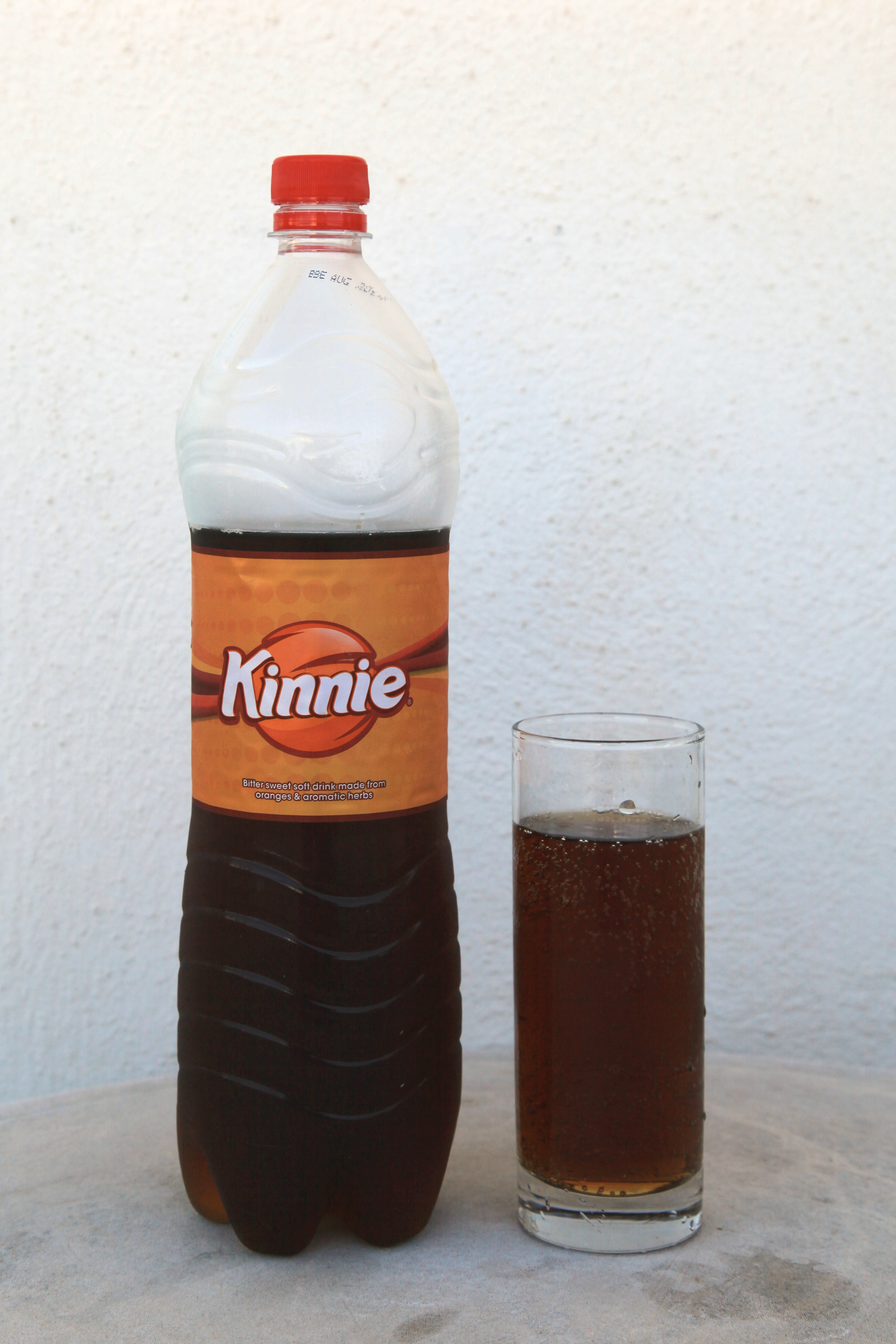
Kinnie

Kinnie (czyt. kini) – bezalkoholowy napój o słodko-gorzkim smaku i specyficznym bursztynowym kolorze.
Napój Kinnie został stworzony w 1952 roku przez firmę Simond Farsons Cisk na Malcie. Kinnie powstało jako alternatywa dla napojów typu „cola”, które coraz liczniej pojawiały się w powojennej Europie. Swoją nazwę napój zawdzięcza jednemu z głównych składników – słodko-gorzkim pomarańczom chinotto, uprawianym wyłącznie w rejonie Morza Śródziemnego. Ziołową nutę nadaje mieszanka kilkunastu aromatycznych ziół i przypraw, trzymana w tajemnicy.
W przewodniku wydawnictwa Pascal, w dziale poświęconym maltańskiej kuchni, Kinnie opisane zostało jako „ulubiony napój na Malcie”, który „ma wielu amatorów”. 
Kinnie jest eksportowane do Szwajcarii, Niemiec, Holandii, Albanii, Libii, Kanady, Australii, Wielkiej Brytanii, Rosji i Polski.